# Bigue

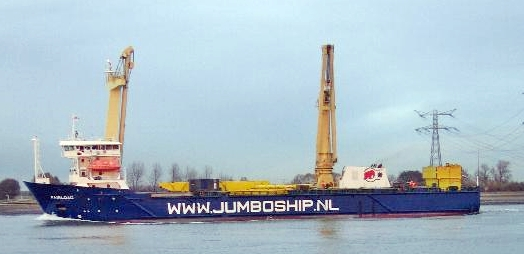
Navire à bigues

Une bigue est une grue généralement portuaire, mais existant également sur les navires de charge spécialisés dans le transport de colis lourds (locomotives, etc.). De type mât de charge unique, elle permet de soulever de très lourdes charges (poids supérieur à 100 tonnes). La bigue est aussi l'ancêtre de la grue actuelle.

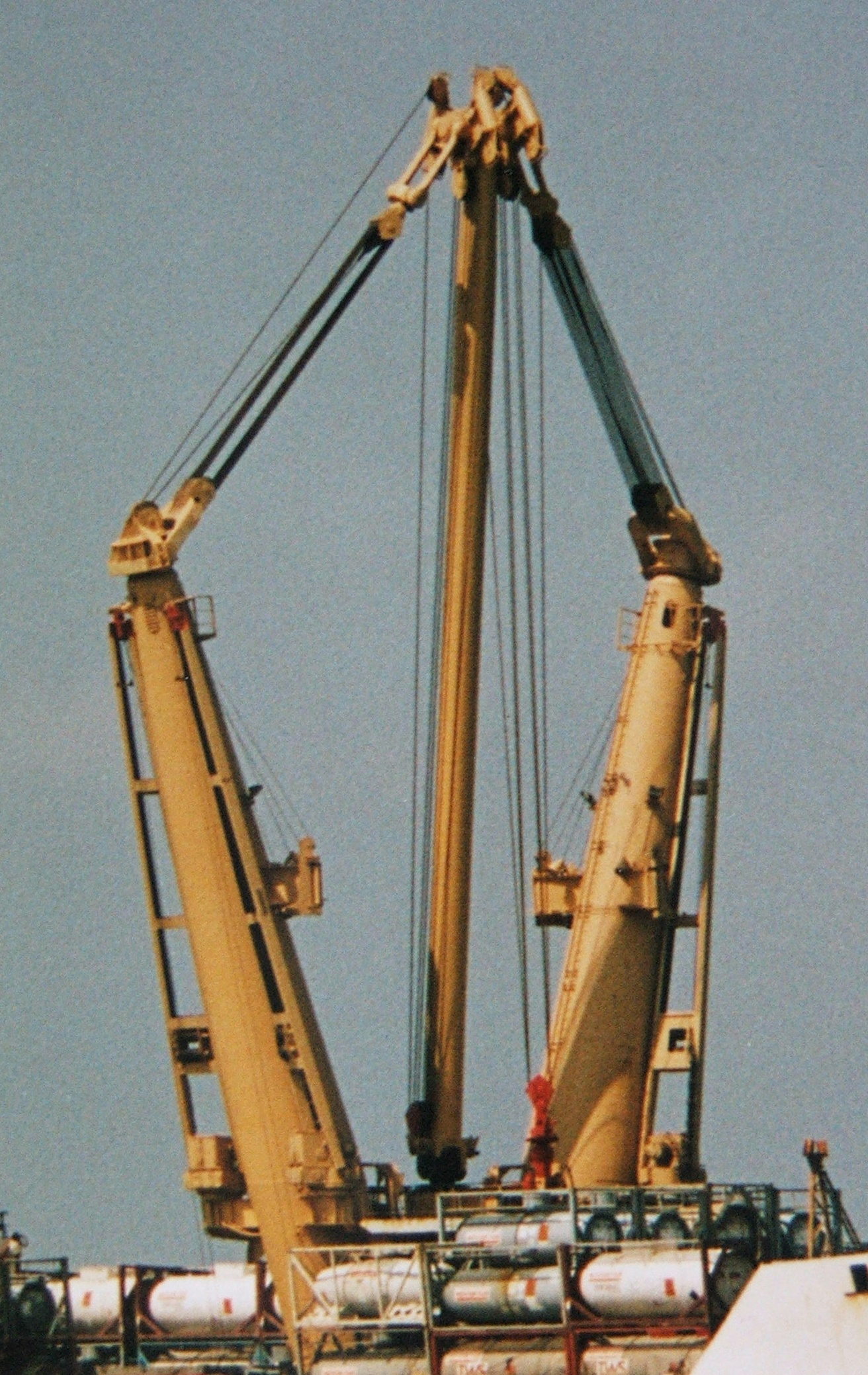
Bigue
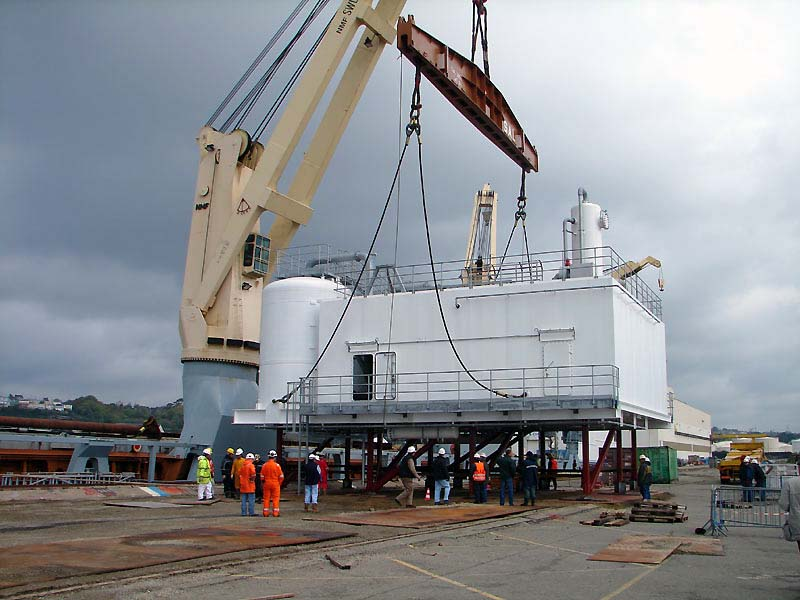
Le transporteur de colis lourds Grietje livre une installation pour un pétrolier, à Brest.
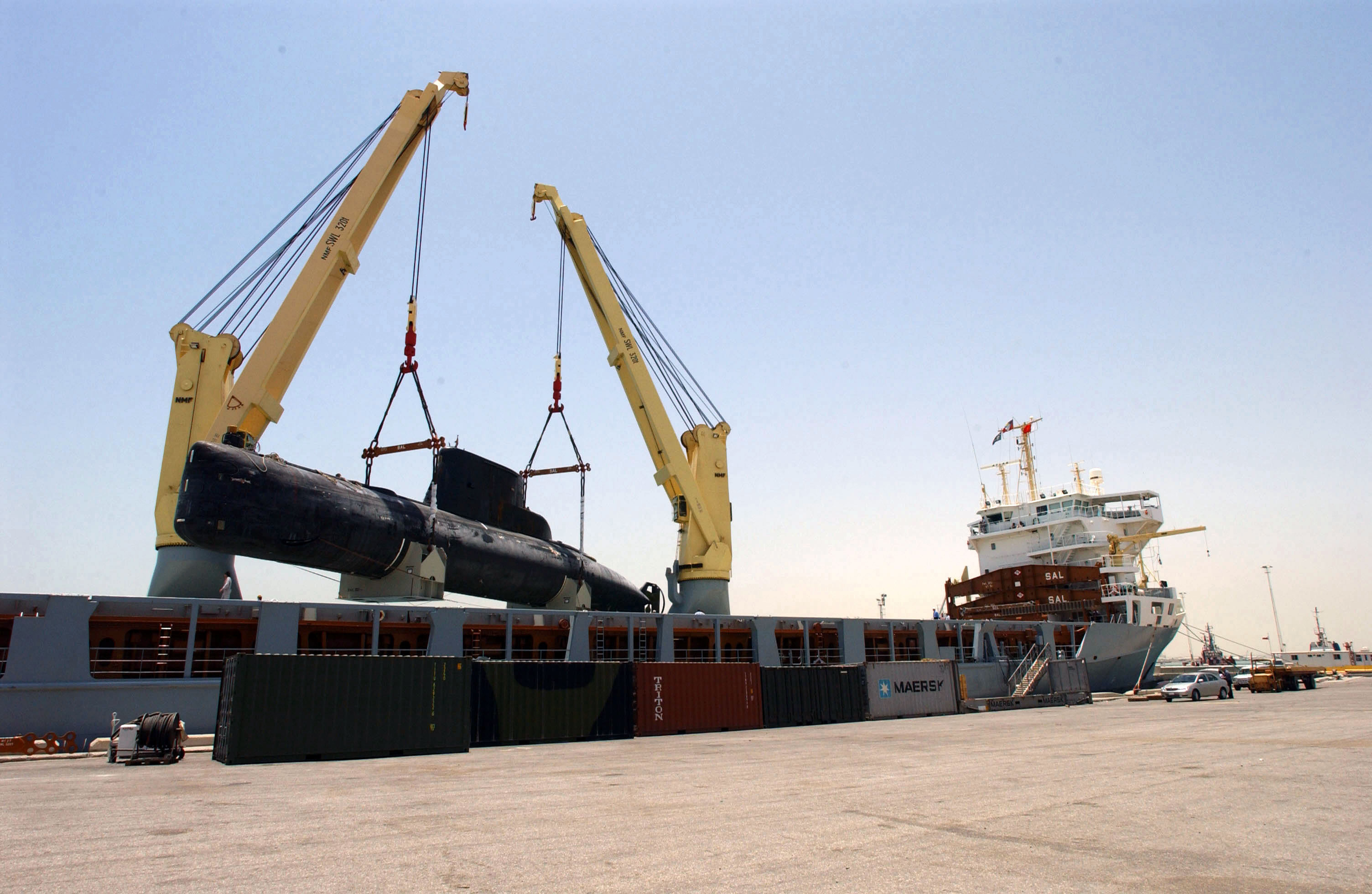
Chargement d'un sous-marin par le navire Grietje (IMO:9147708).
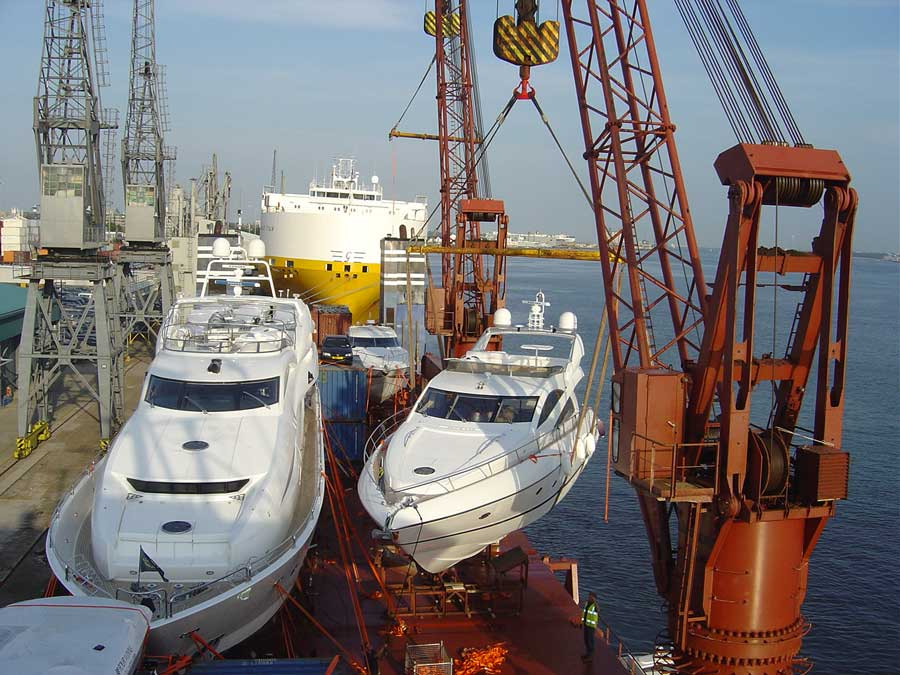
La Paimpolaise chargeant des bateaux à Southampton.
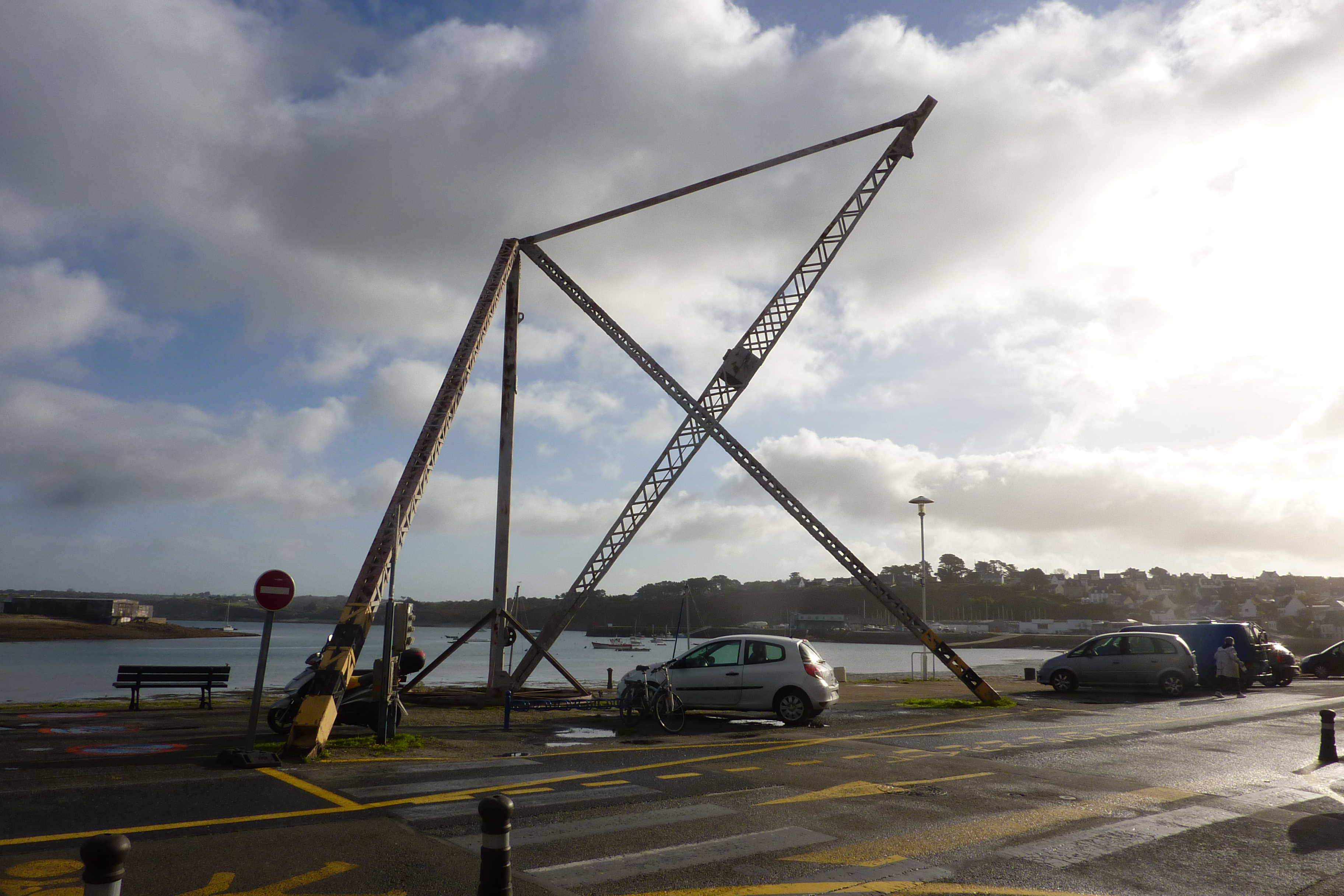
Bigue de Camaret-sur-Mer.